# Холодовская, Наталья Георгиевна
Холодовская Наталья Георгиевна (8 марта 1928, Москва), русская художница. График.

## Биография
Родилась 8 марта 1928 году в Москве. В 1951 году закончила Московский полиграфический институт, художественное отделение.
С 1951 г. более 20 лет работала художественным редактором издательства «Детская литература» и иллюстрировала книги для детей. С 1970-х гг. работает в станковой графике в технике пастели.
С 1971 г. член Московского Союза художников. Постоянный участник московских, республиканских и международных выставок. Член Союза художников СССР.
С 1973 г. — на творческой работе. Занималась станковой графикой. Излюбленная техника — сухая пастель, основной предмет изображения — разнообразные состояния природы.

## Выставки
Участник многих выставок с 1957 года. В 1989 г. — персональная выставка в Москве МОСХ. Международная современного искусства 1993 г. в Риме, 1993 г. в Падуе. В 2000 г. выставка «Российско-итальянская пастель» в Ярославле.
Работы находятся в частных собраниях Москвы, Токио, Италии (Падуя, Верона, Генуя, Венеция), а также в Музее современного искусства г. Падуи, Италия.